# Топчій Олександр Іванович
Олекса́ндр Іва́нович Топчі́й — підполковник Збройних сил України, учасник російсько-української війни.

## Життєпис
О. І. Топчій закінчив у 2004 році Військовий інститут танкових військ Національного технічного університету «Харківський політехнічний інститут».
2019 — військовослужбовець, Національна гвардія України.

## Нагороди
14 жовтня 2014 року — за особисту мужність і героїзм, виявлені у захисті державного суверенітету та територіальної цілісності України, вірність військовій присязі під час російсько-української війни, відзначений — нагороджений орденом «За мужність» III ступеня.